# フォカスの記念柱

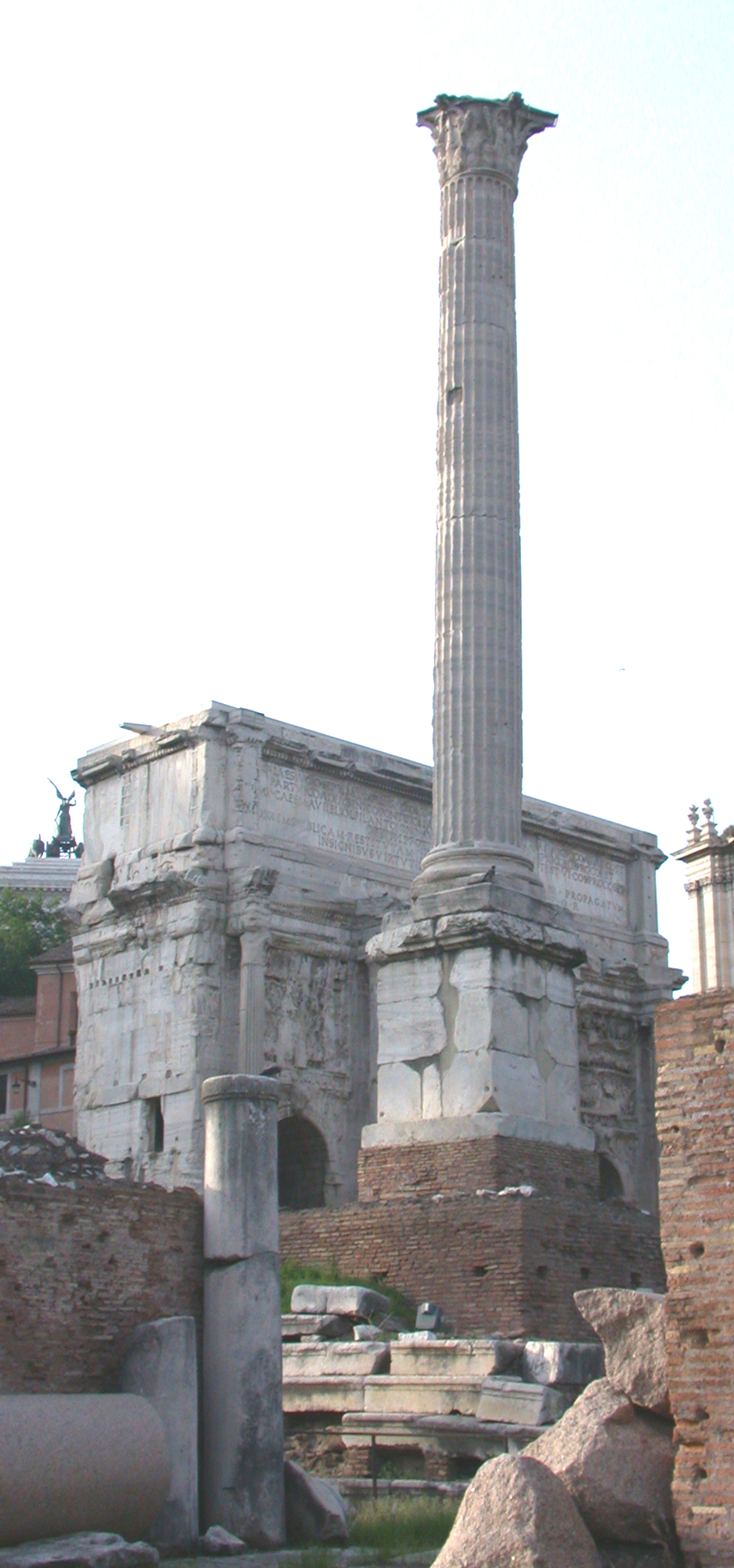
フォカスの記念柱（背景に見えるのは、高さ 23m のセプティミウス・セウェルスの凱旋門）

フォカスの記念柱 (伊: La Colonna di Foca、英: The Column of Phocas） は、西暦601年8月1日、東ローマ帝国皇帝フォカスを称えて、ローマ中心部、フォロ・ロマーノのロストラ（演説台）の前に建立され、フォカスに献納または再献納された石柱（コロンナ）である。この記念柱は、古代にあって、フォロ・ロマーノに加えられた最後の建造物である。
白大理石でつくられた立方体の台石の上に、縦溝の彫られたコリント式の円柱が、13.6メートルの高さでそびえ立っている。石柱は2世紀ごろに製作されたものの転用と考えられる。
煉瓦でできた四角形の基礎は、以前は地面の下に埋もれて見えていなかったものである。19世紀に至って、アウグストゥス帝が最初に敷設した舗装路面まで、蓄積した土砂などがフォロ・ロマーノから除去された結果、本来の姿が現れた。

## 歴史

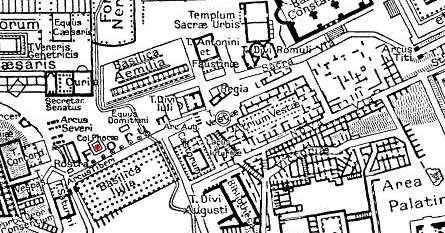
フォロ・ロマーノ, 赤印がフォカスの記念柱の位置
図中、柱の下側の建物がユリアのバシリカ

この記念柱が建てられた正確な時期はわかっていない。
皇帝フォカスはパンテオンを教皇ボニファティウス4世に寄進した。
そして教皇はこれを聖母マリアとすべての殉教者に再寄進し、「聖マリアと殉教聖人の教会」（Santa Maria ad Martyres）を献堂した。
柱頭の上には金箔で輝くフォカスの立像が置かれていた。
これは東ローマ帝国のラヴェンナ総督、スマグラドゥスが置いたものだったが、そこに立っていたのはわずかの期間だったと思われる。

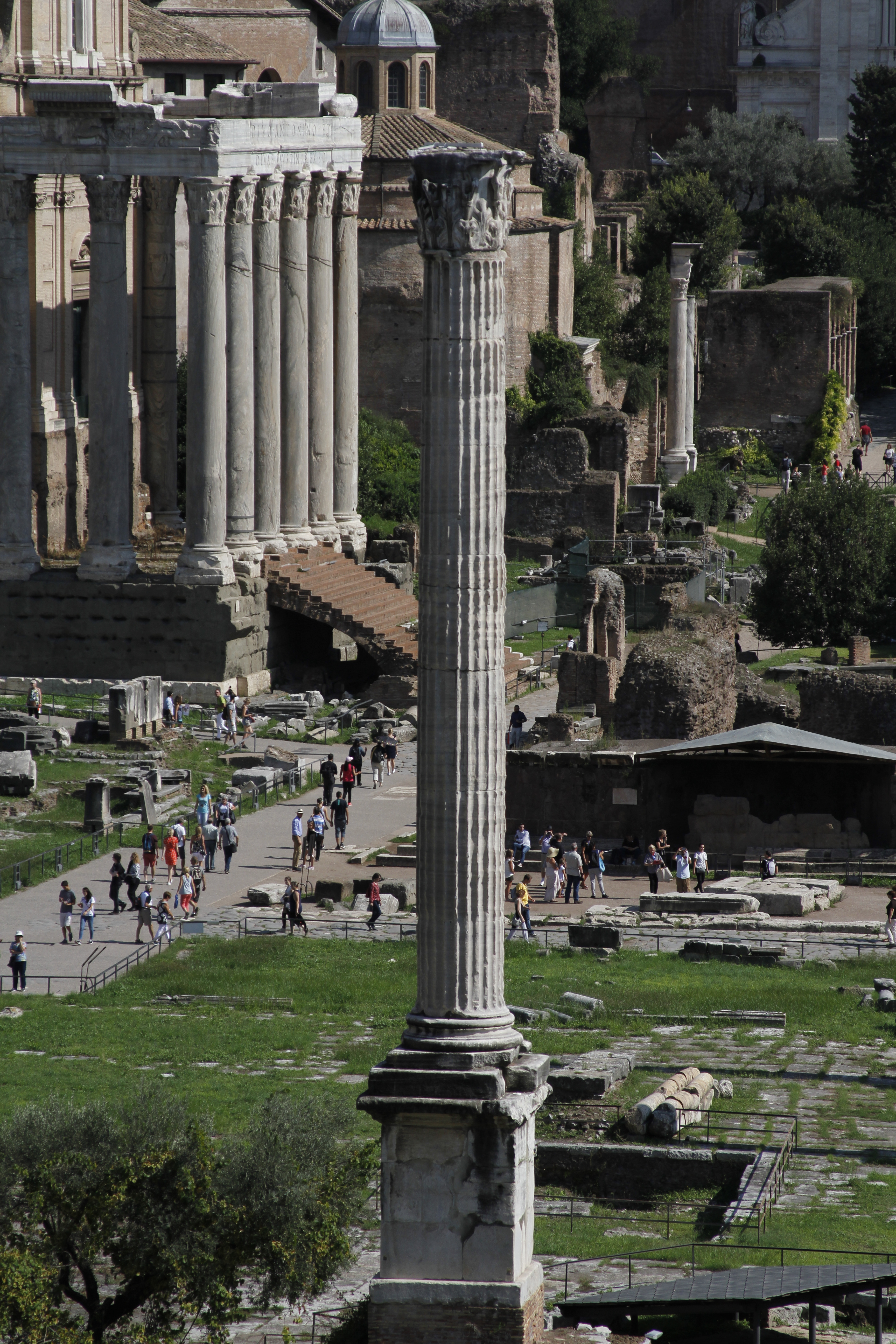
往古の姿を残し、聳えるフォカスの記念柱（背後はユリアのバシリカ跡）

西暦610年10月。帝位の簒奪者であったフォカスは暴虐な行いを繰り返したために反乱にあい、カルタゴ総督の息子ヘラクレイオスによって玉座を追われた。首を刎ねられたあと、かれの身体は切り刻まれ、コンスタンティノポリスの市中を引き回された。
かれをかたどった像も、いたるところで引き倒された。
柱頭を飾る輝く立像は、時おりそうであるとされているように、教皇の謝意の表明というよりもむしろ、ランゴバルド人の圧力により急速に衰えていく、当時のローマの帝国の統治権の象徴であり、また追放の身から呼び戻され、ラヴェンナでの彼の地位を取り戻すという恩恵を受けた、スマグラドゥスによる個人的な感謝の表明であった。
この円柱は本来、ディオクレティアヌス帝に献呈された像を支えるためのものだったが、以前あった銘は削り取られた。
フォカスの記念柱は遺跡の間の独立した位置にあり、その孤立した姿のためフォロ・ロマーノの名跡とされ、よく景観画や版画の題材とされる。
18世紀中ごろ、ヴァージとピラネージがこの記念柱の版画や銅版画を制作したころには、侵食のため地表は上昇し、白い台石は完全に埋まっていた。